# 查德威克鎮區 (密蘇里州克里斯蒂安縣)
查德威克鎮區（英語：Chadwick Township）是位於美國密蘇里州克里斯蒂安縣的一個行政鎮區。

## 地方資料
查德威克鎮區的面積為51.48平方千米，皆為陸地。根據2020年美國人口普查的數據，當地共有人口403人，而人口密度為每平方千米7.83人。